# Horní Uhry

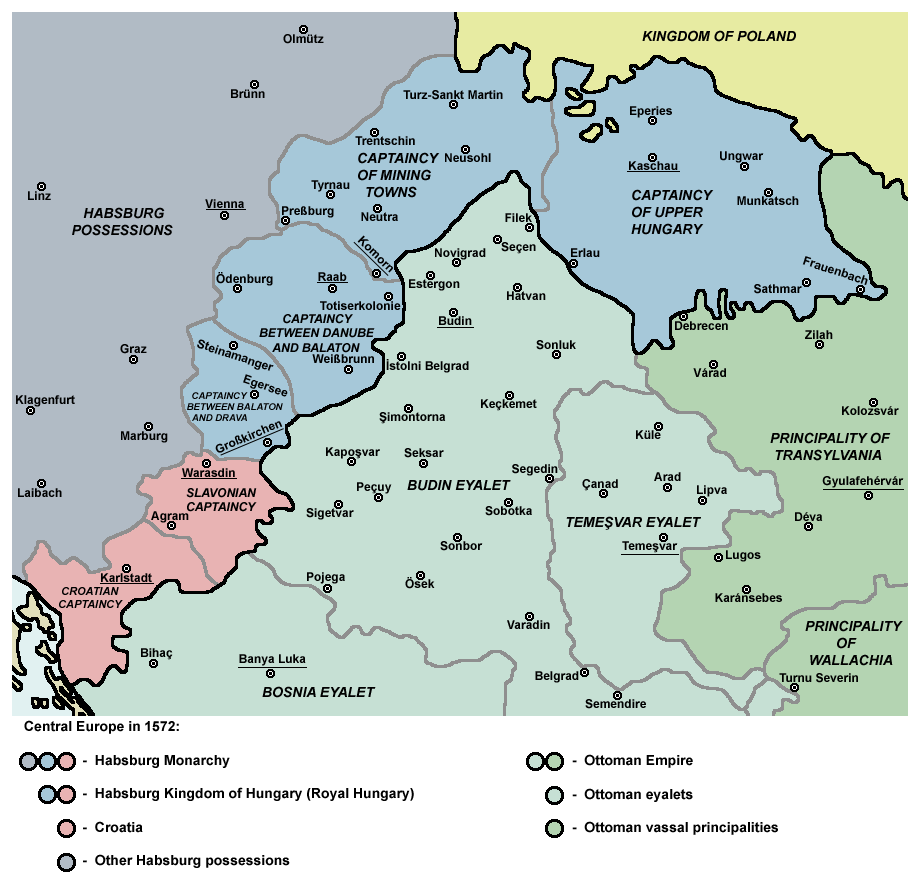

Horní Uhry (maďarsky Felső-Magyarország), také zvané Horní země (Felvidék), je vágní označení severní části Uherska, obývaného převážně slovanským obyvatelstvem, tedy především dnešního území Slovenska a Podkarpatské Rusi (která je součástí Ukrajiny). Používá se v historickém kontextu, vzhledem k faktu, že Uhersko (mimo Chorvatsko se Slavonií a Sedmihradsko) bylo souvislým územím, které se nedělilo na velké správní celky (jako byly například Horní a Dolní Rakousy).
Horní Uhry nebo také Horní Uhersko (v minulosti často psáno s malým h; cizojazyčné názvy viz níže; částečné synonymum je Horní zem) bylo v minulosti označení přibližně buď severních nebo východních částí Uherska. Podrobnosti viz níže.
Pojem Dolní Uhersko od poloviny 16. století označoval vždy území Uherska – bez Chorvatska, Slavonie a Sedmihradska – jiné než Horní Uhersko.

## Cizojazyčné názvy
Horní Uhersko:
- německy: V 20. stol.: Oberungarn, v 16.-19. stol. (I): Oberhungarn, Ober-Hungarn, Ober-Ungarn, Oberungern, Oberhungern, Ober-Hungern, Ober-Ungern
- maďarsky: Felsőmagyarország, starší Felső-Magyarország, před 19. stol. zpravidla Felföld (tj. Horní zem)
- latinsky: Hungaria Superior, superiores Hungariae partes, partes superiores regni Hungariae, případně i partes (regni) superiores a do 15. století i Panonia Superior

Dolní Uhersko:
- německy: V 20. stol.: Niederungarn, v 16.-19. stol. (I): Niederhungarn, Nieder-Hungarn, Nieder-Ungarn, Niederungern, Niederhungern, Nieder-Hungern, Nieder-Ungern; Unterhungarn, Unter-Hungarn, Unter-Ungarn, Unterungarn, Unterhungern, Unter-Hungern, Unter-Ungern, Unterungern
- maďarsky: Alsómagyarország, starší Alsó-Magyarország, před 19. stol. zpravidla Alföld (tj. Dolní zem)
- latinsky: Hungaria Inferior, partes inferiores regni Hungariae a podobně

## Středověk
Na konci středověku se pojem vyskytuje v latinských textech (jinojazyčné v Uhersku byly vzácné) v tvarech jako Hungaria Superior či Panonia Superior, předtím spíše v popisných tvarech typu Partes Danubio septentrionales („části severně od Dunaje“) či Partes regni superiores („horní části království“). Vztahují se zpravidla přibližně na hornaté území na severu Uherska, tedy přibližně území dnešního Slovenska a pohoří v severním dnešním Maďarsku. V případě popisných tvarů je sporné zda je lze podřadit pod Horní Uhersko jako ucelený termín.
Na takto vymezeném území jako celku sídlili převážně Slováci (vedle ostatních etnik) a bylo nazýváno různými obměnami jména Slovensko či Slovanská země (poprvé doloženo v němčině jako Windeschen landen a Windenland v 1. čtvrtině 15. století).

## Raný novověk
V tomto období pojem Horní Uhersko označoval buď:
1. část Uherska resp. Královského Uherska na východ od svislé čáry procházející východní hranicí Liptovské a Zvolenské stolice, nebo
2. severní hornaté části Uherska resp. Královského Uherska, tedy přibližně Slovensko.

Pojem Dolní Uhersko označoval v obou významech zbývající Uhersko.

### Polovina 16. – konec 17. století

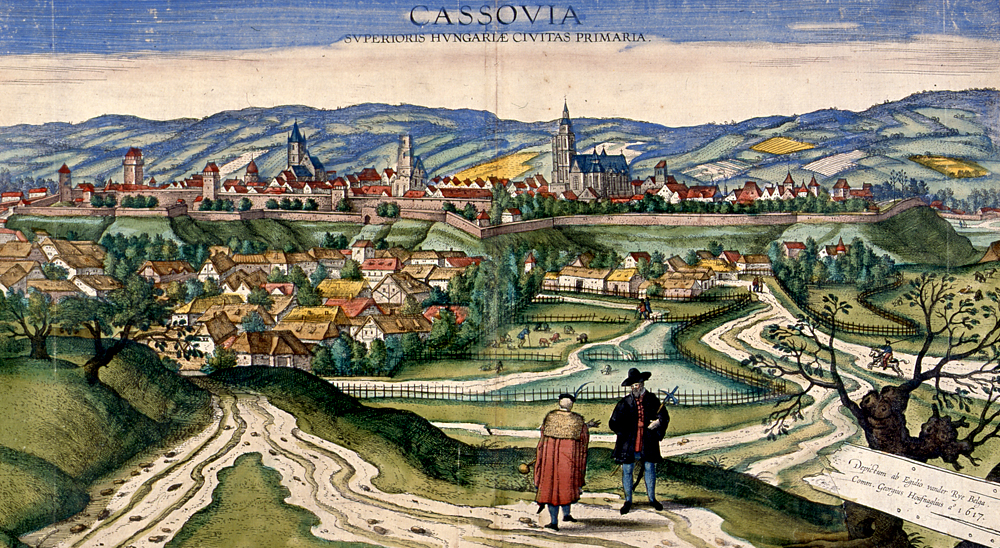
Cassovia – Superioris Hungariae Civitas Primaria. Veduta z roku 1617 zobrazuje Košice jako „přední město Horních Uher“. Sídlil tu Hornouherský hlavní kapitán (velitel protiturecké obrany) a Spišská komora

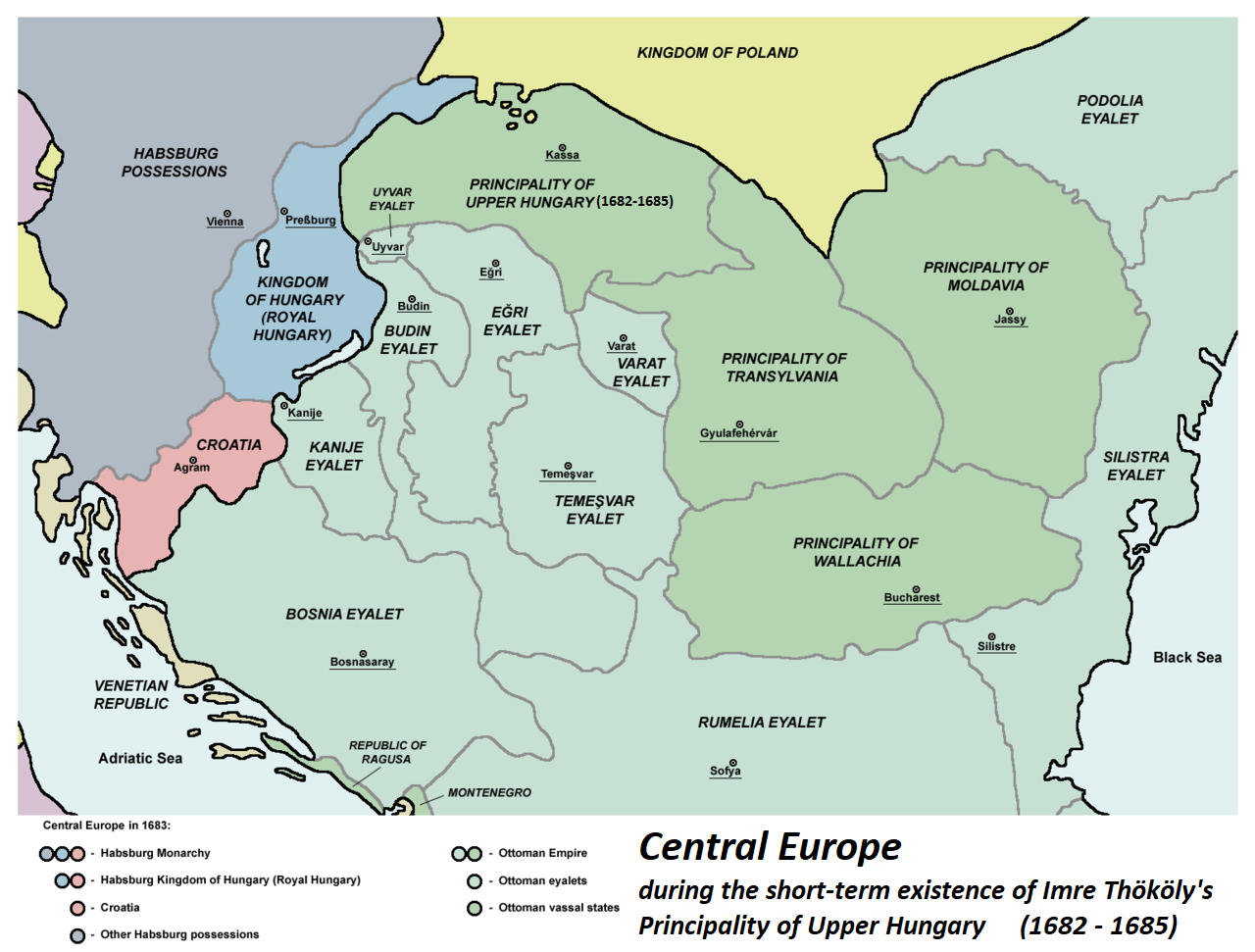
Situace v Uhrách k roku 1683

Od poloviny 16. století do začátku 18. století, tedy v době, kdy jednak Uhersko bylo připojeno k habsburské říši (tzv. Královské Uhersko) a jednak Turci obsadili velkou část dnešního Maďarska, měl tedy pojem dva významy:
1. zejména z administrativního hlediska se jím označovalo území hornouherského hlavního kapitanátu se sídlem v Košicích (1553/59–1699) resp. s ním identické území spadající pod správu Spišské komory (1539/67–1848). Bylo to celé území východně od Liptovské, Zvolenské a Novohradské stolice – to znamená 13 stolic dnešního východního Slovenska a (pokud v té které době vůbec patřily ke Královskému Uhersku) přilehlých částí Podkarpatské Rusi, dnešního Maďarska a dnešního Rumunska. Název je odvozen ze skutečnosti, že při pohledu z Prešpurku/Bratislavy, tehdejšího hlavního města Uherska, resp. podle některých názorů při pohledu z Vídně (tehdejšího hlavního města Habsburské monarchie) ležela tato území ve vzdálené, tedy „horní“ části Uherska (podobně se v Rakousku z pohledu Vídně rozlišují Dolní Rakousy a Horní Rakousy).
Hornouherské knížectví (z pohledu Osmanské říše „Středouherské království“) Imricha Tökölyho, odpovídající území, které Tökölyho vojska tehdy měla pod kontrolou, zahrnovalo v letech 1682–83 nejen hornouherský hlavní kapitanát, ale i území až po Kremnici a Levice a v jednu dobu až po Váh.
Pojmem Dolní Uhersko v tomto smyslu tehdy (každopádně až po zániku dolnouherského hlavního kapitanátu v dnešním srbsko-maďarsko-rumunském pohraničí v 50. letech 16. století) označoval zbytek Královského Uherska, tedy západní a střední Slovensko a západní Zadunají. Je zajímavé, že se v poslední čtvrtině 17. století v knize Uherský Simplicissimus objevilo i jiné dělení Uher, a sice na pět (!) částí; přičemž do Horních Uher autor nezapočítával Spiš a dnešní střední Slovensko (kde dle něj žili Schlowaken oder Wenden) a Bratislavu zahrnoval pod Uhry Dolní.[2]
2. méně často se – zejména z geografického hlediska – jako Horní Uhersko označovalo přibližně dnešní Slovensko.[3] Pojem Dolní Uhersko v tomto smyslu tehdy označoval jen (uherské) Zadunají.[3]

### Začátek 18. stol. – polovina 19. stol.
I) V tomto období obdobně rozlišujeme především tyto dva významy (tentokrát oba pouze v geografickém smyslu):
1. Horní Uhersko byla část Uherska na východ od svislé čáry procházející východní hranicí Liptovské, Zvolenské, Novohradské, Pešťské a Bácské stolice (po Bihárskou a Aradskou stolici, tedy bez - tehdy samostatného - Sedmihradska), a Dolní Uhersko jsou ostatní území (bez Chorvatska a Slavonie). Jinými slovy: Dolní Uhersko je západní "polovina" vlastního Uherska, Horní Uhry je východní "polovina" vlastního Uherska.
Dolní Uhersko se formálně dělilo na 2 obvody / distrikty (něm. Kreis, lat. Districtus): předdunajský (něm. Kreis diesseits der Donau, lat. Districtus Cis-Danubianus), který zahrnoval (dolnouherská) území severně od Dunaje a ostřihomskou, pešťskou a Bácskou stolici, a Zadunají (něm. Kreis Jenseits der Donau, lat. Districtus Trans-Danubianus), který zahrnoval Zadunají.
Horní Uhersko se také dělilo na dva obvody / distrikty: Předtiský (něm. Kreis dieseits der Theiss, lat. Districtus Cis-Tybiscanus), který zahrnoval (hornouherská) území severně od Tisy a Zátiský (něm. Kreis Jenseits der Theiss, lat. Districtus trans-Tybiscanus), který zahrnoval území jižně od Tisy.[4] Jak je vidět, všechny tyto názvy (Horní Uhry, Dolní Uhersko, Předdunají, Zadunají, Předtisí, Zatisí) jsou tvořeny z pohledu Bratislavy, tehdejšího hlavního města.
2. stejný význam jako felvidéki ve významu b)

II) Grosses vollständiges Universal-Lexicon Aller Wissenschafften und Künste, 64svazková známá dobová encyklopedie napsaná v 30. a 40. letech 18. století (převážně jako kompilace jiných starších zdrojů), ve svazku 49 v hesle Ungarn však uvádí jakousi kombinaci z dělení 1) a 2); jednotlivé stolice dělí mezi Horní a Dolní Uhersko takto:
- Dolní Uhersko odpovídá Zadunají (včetně Ostřihomské stolice)
- Horní Uhersko je zbývající Uhersko (včetně Komárenské stolice), tedy zhruba dnešní území Slovensko + Podkarpatská Rus + východní Maďarsko

Rozdíl oproti 1) je tedy v přeřazení západního Slovenska do Horních Uher. Je však třeba dodat, že dále ve stejném hesle o Uhersku (sloupec 1352) se najednou píše, že Banská Štiavnica je „největší na stříbro bohaté město v Dolním Uhersku“ a „nejkrásnější důlní město v Dolním Uhersku“ je Banská Bystrica, což přímo odporuje úvodnímu dělení v hesle.

## Od poloviny 19. stol.
Od poloviny 19. stol. již pojem zpravidla měl jen význam jako felvidéki ve významu b), od konce 19. století případně i jako felvidéki ve významu c).[zdroj⁠?!]